# 四川当归
四川当归（学名：Angelica setchuensis）是伞形科当归属的植物，是中国的特有植物。分布在中国大陆的四川等地，目前尚未由人工引种栽培。